# Martime – Gesellschaft für maritime Dienstleistungen
Die Reederei Martime – Gesellschaft für maritime Dienstleistungen mbH ist ein Schifffahrtsunternehmen mit Sitz in Elsfleth.

## Geschichte
Das Unternehmen wurde am 15. Dezember 1994 von vier Gesellschaftern durch Betriebsübergang aus der 1969 von Horst Werner Janssen gegründeten Containerschiffsreederei H. W. Janssen GmbH gegründet. Die Meerbuscher Gebab-Tochtergesellschaft P & P Finanzierungsvermittlungs GmbH und die Emder Thyssen-Nordseewerke-Tochtergesellschaft Innovative Meerestechnik GmbH übernahmen jeweils 35 % der Anteile, weitere 20 % blieben bei der Containerschiffsreederei H. W. Janssen GmbH und 10 % übernahm der Martime-Geschäftsführer Günther Elchlepp. Bis zum Jahr 2005 war die Flotte von Martime auf 24 Containerschiffe, Gas- und Chemietanker gewachsen. Nachdem die Reederei durch die 2008 beginnende Schifffahrtskrise mit einem schwierigeren Marktumfeld umzugehen hatte, erhöhte 2009 die Gebab AG ihre Beteiligung von 35 % über eine Tochtergesellschaft auf eine Mehrheit von 52,5 %. Die restlichen 47,5 % wurden von der Columbia Shipmanagement (CSM), einer zypriotischen Tochtergesellschaft der Schoeller-Gruppe gehalten.
Das Unternehmen betrieb in seinen besten Zeiten eine Flotte von rund 39 Schiffen, 2009 betreute es noch mehr als 30 Schiffe – vorwiegend mittelgroße Containerschiffe – und beschäftigte 36 Landmitarbeiter und etwa eintausend Seeleute auf den Martime-Schiffen. Bis 2016 war die Flotte auf 16 Einheiten gesunken. Nach finanziellen Verlusten in den Jahren 2012 bis 2014 und erneut 2016, wurde der operative Betrieb des Unternehmens 2016 nach Buxtehude verlegt. Im Jahr 2018 wurden die zuvor unabhängig geführten Tochterunternehmen MarChart GmbH, Corona Schiffahrts-Gesellschaft mbH, Concordia Schiffahrts-Gesellschaft mbH und Elscrew GmbH mit Martime verschmolzen.